# Carlo Ruzzini
Carlo Ruzzini (ur. 11 listopada 1653, zm. 5 stycznia 1735) – wenecki polityk, dyplomata i w końcu doża Wenecji.
Ruzzini urodził się w Wenecji. Jego rodzicami byli bogaci patrycjusze Marco Ruzzini i Caterina Zeno.
Pod koniec XVII wieku Republika Wenecka traciła na potędze militarnej, więc dyplomaci tacy jak Carlo Ruzzini byli jej potrzebni.
Carlo rozpoczął karierę jako szef weneckiego arsenału i doków, następnie w 1691 jako dyplomata wysłany został do Madrytu. Reprezentował Wenecję gdy zawierano pokój w Karłowicach (1698-1699), udało się mu uzyskać pewne zyski dla kraju, lecz jego nerwy by czegoś nie zepsuć zaszkodziły mu tak, ze postanowiono wykluczyć Wenecję z dalszych rozmów. Nie przeszkodziło to jego karierze. Posłował do Świętego Cesarstwa Rzymskiego w 1699.
Był ambasadorem w Hadze (1706), Turcji (1707) i Wiedniu. W roku 1712 uczestniczył w negocjacjach dotyczących pokoju utrechckiego 1713, lecz jego rola była tu mała, gdyż Wenecja traciła nieubłaganie na znaczeniu politycznym.
Gdy zakończyła się wojna Republiki z Turcją (1714-1718), Ruzzini zawierał pokój w Passarowitz (lipiec 1718). Nie udało mu się wiele uzyskać, choć robił co mógł. Zły stan zdrowia odesłał go do domu.
Już w 1722 kandydował do tronu doży, lecz pobił go wówczas Sebastiano Mocenigo. Trzy lata po jego śmierci Ruzzini zwyciężył 40 głosami wśród 41 elektorów.
Podczas swych krótkich rządów (1732 – 1735) nie zdziałał wiele lecz utrzymał neutralność republiki i zadbał o jej bezpieczeństwo.